# ركان ناصر الدين
ركان ناصر الدين هو طبيب متخصص في الأمراض الجرثومية وجراح الأوعية الدموية، يشغل منصب وزير الصحة العامة في حكومة نواف سلام عن عمر 36 عامًا.

## نبذ
حصل ركان ناصر الدين على درجة الدكتوراه في تخصص الأمراض الجرثومية بعد سنوات من التفوق الأكاديمي، ثم أكمل دراسته العليا في الأمراض المعدية ليصبح واحدًا من أبرز الأطباء المتخصصين في هذا المجال. عُين لاحقًا كطبيب أكاديمي في الجامعة الأميركية في بيروت، حيث قام بنشر أبحاث علمية تركز على الوقاية والعلاج من الأمراض المعدية، وشارك في العديد من المؤتمرات العلمية المحلية والدولية.
أسهم بشكل كبير في الأبحاث الطبية المتعلقة بالأمراض الجرثومية، مع تركيز خاص على الأوبئة مثل الإنفلونزا والفيروسات الحديثة. أبحاثه أكدت أهمية البحث المستمر في مجالات الوقاية والعلاج من الأمراض المعدية، وكان من الذين دعوا إلى تعزيز التنسيق بين المؤسسات الصحية الدولية والمحلية لمكافحة الأوبئة.
عُين ركان ناصر الدين وزيرًا للصحة العامة في حكومة نواف سلام عام 2025، ويُتوقع أن يُسهم في تحسين نظام الرعاية الصحية في لبنان وتطوير استراتيجيات وقائية لمواجهة التحديات الصحية المستقبلية.

## أنظر أيضًا
- مجلس الوزراء اللبناني
- حكومة نواف سلام

## روابط خارجية
موقع مجلس الوزراء اللبناني